# Myosorex babaulti
Myosorex babaulti is een zoogdier uit de familie van de spitsmuizen (Soricidae). De wetenschappelijke naam van de soort werd voor het eerst geldig gepubliceerd door Heim de Balsac & Lamotte in 1956.